# Pathology (Zeitschrift)
Pathology ist eine wissenschaftliche Fachzeitschrift, die vom Lippincott Williams & Wilkins-Verlag veröffentlicht wird. Sie ist die offizielle Zeitschrift des Royal College of Pathologists of Australasia und erscheint mit sieben Ausgaben im Jahr. Es werden Arbeiten veröffentlicht, die sich mit allen Aspekten der Pathologie beschäftigen.
Der Impact Factor lag im Jahr 2014 bei 2,188. Nach der Statistik des ISI Web of Knowledge wird das Journal mit diesem Impact Factor in der Kategorie Pathologie an 30. Stelle von 75 Zeitschriften geführt.